# Escut de Castell d'Aro, Platja d'Aro i s'Agaró
L'escut oficial de Castell d'Aro, Platja d'Aro i s'Agaró té el següent blasonament:
| « | Escut caironat partit: 1r, d'atzur, tres fogueres d'or malordenades; 2n, d'or, un castell d'atzur obert; el peu general ondat d'or, quatre pals de gules, sostenint un riu en forma de faixa ondada d'atzur rivetada d'argent. Per timbre, una corona mural de vila. | » |

## Història

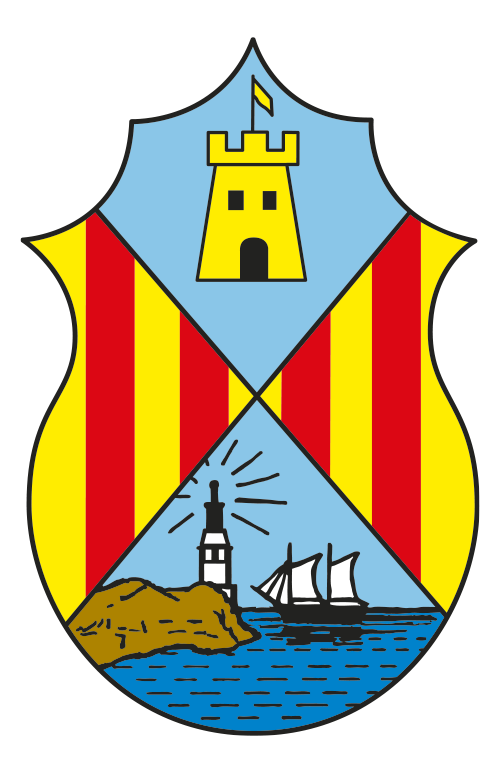
L'anterior escut municipal

Fou aprovat per resolució del director general d'Administració Local de 26 d'octubre de 2023, publicada al DOGC núm. 9032, de 2 de novembre. L'escut parteix d'una proposta del 2020 de l'historiador local Pere Barreda en la qual en lloc de focs hi havia fanals. Després, el mateix autor va substituir els fanals per fogueres o farons, com a element més representatiu del passat local degut a la pirateria.
Abans de la seva adopció, l'ajuntament feia servir un escut adoptat en època de la República que no estava adaptat a la normativa heràldica. Era quarterat en sautor i s'hi mostrava un castell o torre al cap i un paisatge costaner (amb un far sobre roques i un vaixell navegant per la mar) a la punta, a més del senyal reial als flancs.
Les tres fogueres representen els farons, focs o fogueres usades antigament al municipi com a sistema d'avís de la pirateria propera. El riu representat és el Ridaura, present al topònim actual. També fa referència a l'Agaró, el torrent que dona nom al nou nucli urbà generat a partir de la coneguda urbanització. El senyal reial recorda l'antiga batllia reial.